# Моржик каліфорнійський
Моржик каліфорнійський (Synthliboramphus craveri) — вид невеликих морських птахів родини алькових (Alcidae). Гніздиться на прибережних островах на сході Тихого океану і у Каліфорнійській затоці навколо півострова Каліфорнія у Мексиці. Світова популяція оцінюється у 6 000 —10 000 пар.
Птах названий по імені Фредеріко Кравері (1815—1890), італійського хіміка і метеоролога, який був професором у Національному музеї у Мехіко, а потім в університеті Турина, свого рідного міста.

## Ресурси Інтернету
- BirdLife Species Factsheet. [Архівовано 3 січня 2009 у Wayback Machine.]
- Stamps [Архівовано 5 грудня 2013 у Wayback Machine.] (for Mexico) with RangeMap
- Craveri's Murrelet photo gallery [Архівовано 3 березня 2016 у Wayback Machine.] VIREO
- Photo-Med Res [Архівовано 7 лютого 2012 у Wayback Machine.]; Article [Архівовано 30 травня 2012 у Wayback Machine.] montereyseabirds.com

| Птах | Це незавершена стаття з орнітології. Ви можете допомогти проєкту, виправивши або дописавши її. |